# كوربيرا دي يوبريغات
بلدية كوربيرا دي يوبريغات (بالكاتالانية: Corbera de Llobregat) هي إحدى بلديات مقاطعة برشلونة، والتي تقع في منطقة كاتالونيا، شرق إسبانيا.
يبلغ عدد سكانها 13.133 نسمة وفقاً لإحصائية سنة (2007).

## أعلام
- مارك فرنانديز